# Kabushiki gaisha
Kabushiki gaisha hoặc kabushiki kaisha (tiếng Nhật: 株式会社 (chu thức hội xã, dịch thô công ty góp vốn), thường được viết tắt là KK, là một loại hình công ty (会社 kaisha) được quy định trong luật Công ty Nhật Bản. Thường được dịch ra là công ty cổ phần, doanh nghiệp cổ phần hoặc tập đoàn cổ phần.

## Lịch sử
Kabushiki gaisha ban đầu là Daiichi Kokuritsu (第一国立銀行 (Đệ Nhất quốc lập ngân hàng)); ngày nay nó là một phần của Mizuho Ginkō, một công ty con của tập đoàn Mizuho Financial Group), được thành lập vào năm 1873.
Kabushiki kaisha của ngày nay được điều lệ theo luật thương mại Nhật Bản, những quy định cho công ty theo Kabushiki gaisha và được dựa trên quy định từ thời chiếm đóng Nhật Bản và dựa theo Illinois Business Corporation Act từ năm 1933. Mặc dù những điều luật được thay đổi qua nhiều năm, kabushiki gaisha vẫn có những dấu ấn của hình thức công ty của Mỹ trước thời kì chiến tranh.
Vào ngày 29 tháng 6 năm 2015, quốc hội Nhật Bản đưa ra điều luật mới 会社法, điều luật này có hiệu lực vào ngày 1 tháng 4 năm 2006. Điều luật mới này có ảnh hưởng tới sự hình thành và phát triển của một K.K. và những tổ chức kinh tế Nhật Bản khác và gần giống với bản sao ngày nay của Mỹ.